# Sondas Van Allen
As Sondas Van Allen, anteriormente chamadas de Radiation Belt Storm Probes, são parte de uma missão de estudos científicos da NASA sob o programa Living With a Star.

A missão é composta por dois satélites idênticos.

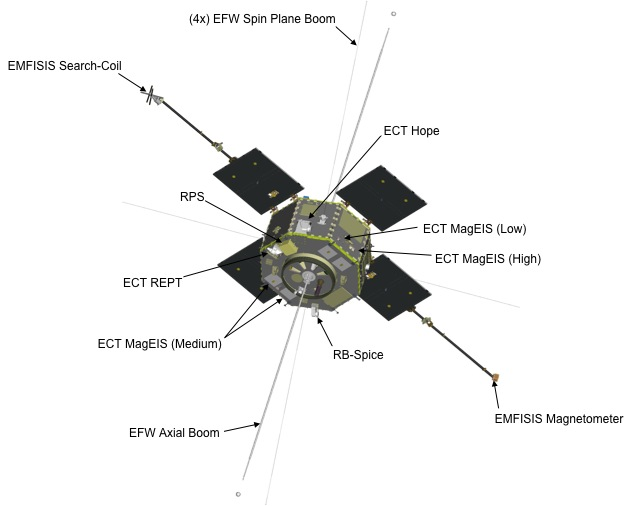
Um dos satélites RBSP

Eles foram lançados em 30 de Agosto de 2012 para ajudar no estudo da região do espaço conhecida como Cinturão de Van Allen que envolve a Terra.
Entender o ambiente desse cinturão de radiação e suas variações de comportamento tem importantes aplicações práticas nas áreas de: operações de espaçonaves e satélites, desenho de sistemas de controle de espaçonaves, planejamento de missões espaciais e segurança dos astronautas.